# 1510'erne
Århundreder: 15. århundrede – 16. århundrede – 17. århundrede
Årtier: 1460'erne 1470'erne 1480'erne 1490'erne 1500'erne – 1510'erne – 1520'erne 1530'erne 1540'erne 1550'erne 1560'erne
År: 1510 1511 1512 1513 1514 1515 1516 1517 1518 1519
Begivenheder
Personer